# 華利汽車

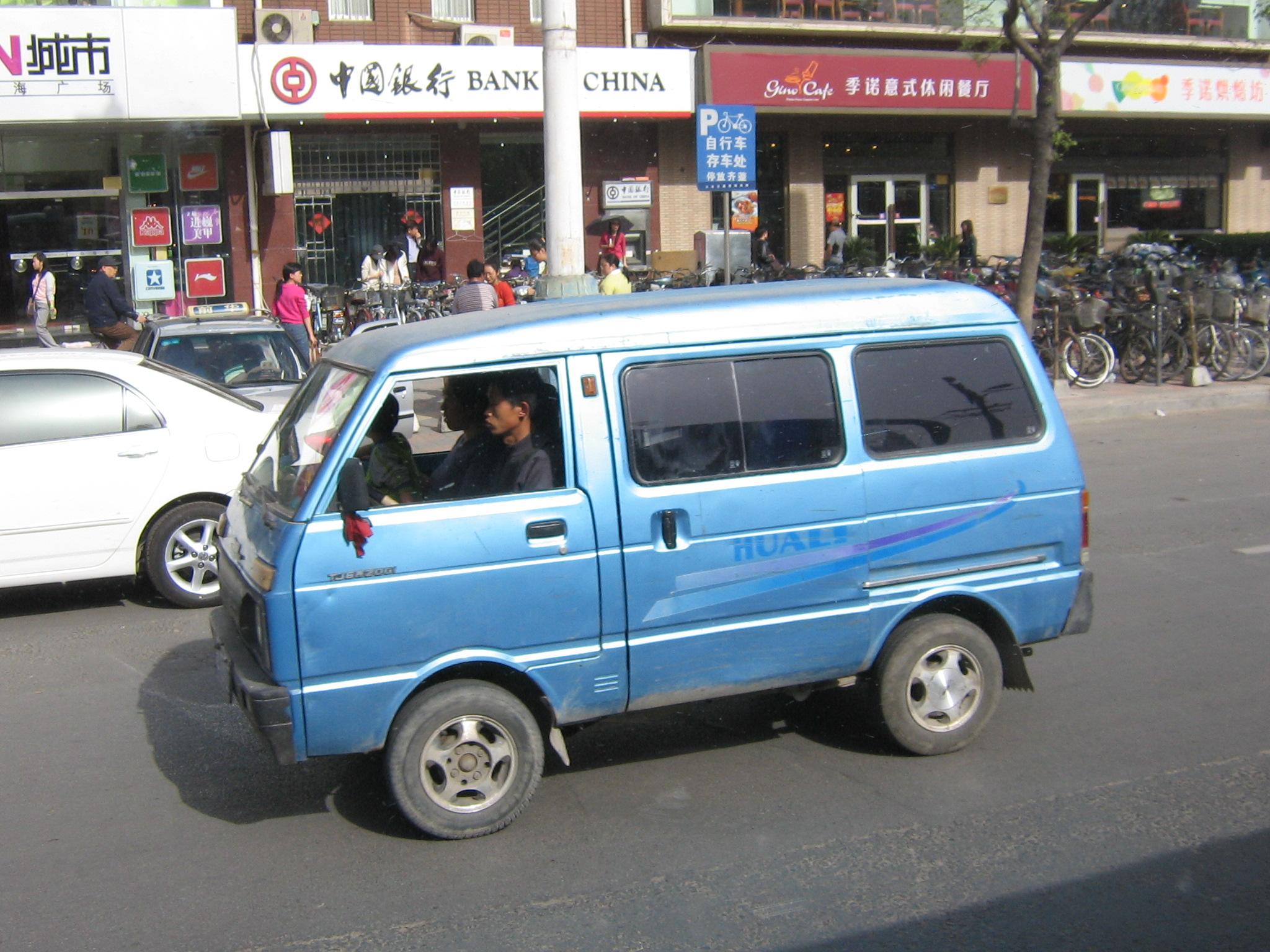
華利汽車製ハイゼット

一汽華利（天津）汽車有限公司は、かつて存在した中国の自動車メーカーである。

## 歴史
前身は1965年に設立された天津汽車製造廠。1980年代に小型車の生産を開始し、1984年にダイハツ・ハイゼット（日本の6代目S65系）を「華利」の名でライセンス生産開始。
1995年に外資との合弁で天津華利汽車有限公司を設立。
2002年6月、天津汽車工業集団と一汽集団は株式の譲渡による再編を行い、天津華利汽車は一汽華利（天津）汽車有限公司に社名を変更した。
ハイゼットベースの「華利」は1980年代後半から1990年代にかけて「面的」と呼ばれるタクシーに用いられ普及した。2002年前後まで生産された。
2003年にはダイハツ・テリオスのライセンス生産を開始。現地名は「特鋭」で、新たに立ち上げられた「達路（DARIO、ダリオ）」ブランドでトヨタの販売店を通じて約3年間販売された。
他には、ムーヴを「幸福使者」の名称で生産していた。
2008年、一汽華利は天津一汽夏利汽車（一汽夏利）の完全子会社となった。しかしその後は業績が低迷。
2018年には親会社である天津一汽夏利汽車がすべての株式を売却することを発表した。2018年9月29日、一汽華利の株式は新興自動車企業の拜騰汽車（バイトン）の親会社・南京知行電動汽車有限公司（南京知行）に1元で売却された。
南京知行は買収に当たって一汽華利の負債8億元と一汽華利が支払う従業員給与5,462万元、合計8億5,400万元を負担する必要があり、また、内容に一汽華利の土地や不動産は含まれていない。実質的には拜騰汽車が必要としていた自動車生産資格を、8億元で一汽華利から買収した、というものであった。

## 生産車種
- TJ（ハイゼット）
- CA
- ダイハツ・テリオス - 「達路 (DARIO) ・特鋭」の名称で販売